# Hans-Werner Otto (Staatssekretär)
Hans-Werner Otto (* 28. August 1908 in Breslau; † 2. Januar 1977) war ein deutscher Jurist, NS-Beamter und Staatssekretär.

## Leben
Otto absolvierte nach dem Abschluss seiner Schullaufbahn ein Jurastudium an der Universität Breslau; beide juristische Examen schloss er mit „befriedigend“ ab. Bereits zum 1. Mai 1932 trat er der NSDAP bei (Mitgliedsnummer 1.190.423). Er promovierte in Breslau mit der 1934 erschienenen Dissertation Das Wesen und die innere Berechtigung der Internationalisierung der Ströme unter bes. Berücks. d. Bestimmgn. d. Versailler Friedensvertrages zum Dr. jur. Die große juristische Staatsprüfung bestand Otto 1936 in Berlin und trat danach in den Staatsdienst ein. Otto war seit 1938 mit Gertrud, geb. Neugebauer, verheiratet. Aus der Ehe gingen zwei Töchter hervor (Heidegret und Heidemarie).
Otto trat 1938 aus der evangelischen Kirche aus. Nach dem „Anschluss“ Österreichs war er ab September 1938 bei der Bezirkshauptmannschaft Innsbruck tätig. Ab Oktober 1939 amtierte er als Landrat in Feldkirch (Vorarlberg) und war dort zudem Kreisamtsleiter für Kommunalpolitik der NSDAP-Kreisleitung. Im Oktober 1941 wurde er von Gauleiter Franz Hofer entlassen, nachdem dieser in einem Schreiben an das Reichsinnenministerium Differenzen zwischen ihm und Otto erwähnt hatte. Zugleich bescheinigte Hofer Otto „vorzügliche Befähigung“, „Arbeitsfreudigkeit“, „Organisationstalent“ sowie „eigene Initiative“ und unterstützte Ottos Wunsch nach einem „Osteinsatz“, zu dem er sich als „gebürtiger Schlesier berufen“ fühle.
Im April 1942 wurde Otto in das Reichskommissariat Ukraine versetzt und wurde im Mai vertretungsweise Stadtkommandant in Nikolajew. Im Januar 1943 übernahm er den Posten des Gebietskommissars in Nikolajew. Otto verließ Nikolajew im März 1944 kurz vor der Rückeroberung der Stadt durch die Rote Armee. Von August 1944 bis Mai 1945 war er im Rang eines Feldwebels bei der Wehrmacht, unter anderem bei der 5. Gebirgs-Division.
Laut Entnazifizierungsbeschluss hatte Otto seine hohen Stellungen seiner NSDAP-Mitgliedschaft zu verdanken. Zugleich wurde anerkannt, dass er als Landrat von Feldkirch dazu beigetragen habe, dass drei Patienten nicht, wie geplant, im Zuge der nationalsozialistischen Krankenmorde, der Aktion T4, in die Vernichtungsanstalten deportiert wurden. 1948 wurde Otto als „Mitläufer“ und 1950 als „Entlasteter“ eingestuft.
Otto schloss sich der Deutschen Partei (DP) in Schleswig-Holstein an. Als DP-Spitzenkandidat erhielt er bei der Landtagswahl 1950 ein Mandat, das er jedoch nicht annahm, da er am 7. Oktober 1950 Staatssekretär im Sozialministerium unter dem Minister Hans-Adolf Asbach wurde. Dieses Amt bekleidete er bis zum 31. Januar 1967. Otto galt als Vertrauter Asbachs; zusammen beeinflussten sie gezielt die Personalpolitik im schleswig-holsteinischen Sozialbereich. Vom 1. Februar 1967 bis zur Versetzung in den einstweiligen Ruhestand Ende Juli 1971 war er Staatssekretär im Schleswig-Holsteiner Innenministerium. Otto hatte etliche Aufsichtsrats- und Verwaltungsratsmandate inne. Von 1951 bis 1956 war Otto Vorstandsvorsitzender der Arbeitsgemeinschaft für zeitgemäßes Bauen e.V. in Kiel und von 1962 bis 1976 zudem erster Vorsitzender des Kieler Renn- und Reitervereins (KRRV).
1965 leitete die Ludwigsburger Zentralstelle ein Vorermittlungsverfahren gegen Otto ein, das NS-Verbrechen im Kreis Nikolajew untersuchen sollte. Laut den Ermittlungen gab Otto den Befehl zum Bau eines Galgens, an dem zehn Russen erhängt wurden, die die Sperrstunde missachtet hatten. In Vernehmungen gab Otto an, in Nikolajew nichts von Judenverfolgungen mitbekommen zu haben. So sei ihm die Deportation von 600 bis 700 Juden der Stadt durch die Sicherheitspolizei und den Sicherheitsdienst (SD) im August 1942 unbekannt geblieben. Als das Sonderkommando 1005 im Herbst 1943 in der Nähe der Stadt ein Massengrab öffnete und die Leichen von 50.000 Juden verbrannte, die die Einsatzgruppe D 1941 ermordet hatte, will Otto hiervon nur gerüchteweise gehört haben; zudem erinnerte er sich in seinen Aussagen an einen „unangenehmen Geruch“. Der Jurist Klaus-Detlev Godau-Schüttke nennt Ottos Aussagen „auf Grund seiner hohen Funktionen in Nikolajew nur schwer nachvollziehbar“. In dem Vorermittlungsverfahren, das weitgehend auf Zeugenaussagen angewiesen war, konnte Otto keine Beteiligung an NS-Gewaltverbrechen nachgewiesen werden. Ottos Stellvertreter in Nikolajew war zum Zeitpunkt der Vorermittlungen Amtsrat im Sozialministerium Schleswig-Holsteins.
Ottos Vita wird im Braunbuch der DDR aufgeführt, wo er als „Okkupationsspezialist“ bezeichnet wurde, in dessen Zuständigkeit ein deutsches Sondergericht in Nikolajew fiel, das im Juli 1943 zehn 18-jährige sowjetische Zwangsarbeiter wegen „Schädigung des Wohls des deutschen Staates“ zum Tode verurteilte.

## Ehrungen
- Großes Bundesverdienstkreuz (1969)[2]